# 장경 (명나라)
장경(張經, 1492~1555)은 자(字)는 정이(廷彝)，호(號)는 반주(半洲)이다. 복건성(福建省) 후관현(侯官縣)(오늘날 복건성 복주시福州市) 홍당향(洪塘鄕) 출신이다. 명조 항왜명장이다. 성격이 강직하고 올곧아, 엄숭(嚴嵩)과 조문화(趙文華)로부터 죄를 얻어 명세종(明世宗) 가정제(嘉靖帝)에 의해 처형당하였다. 저서로는 『반주시집(半洲詩集)』이 전해지고 있다. 융경(隆慶) 연간 양민(襄愍)이라는 시호에 추증되었다.

## 생애

### 어린 시절
고향 후관현에서 장경은 키가 큰 사람으로 알려졌다. 장경의 부친은 한때 채씨(蔡氏)로 고쳤다가 장씨로 돌아왔다. 때문에 정덕(正德) 12년(1517) '채경(蔡經)'이라는 이름으로 진사(進士)가 되었다. 이후 채경이라는 이름으로 20년 가까이 살았다.
정덕 16년(1521), 초임으로 절강(浙江) 가흥현지현(嘉興縣知縣)에 임명되었고, 1525년까지 지현직을 역임하였다. 가정(嘉靖) 4년(1525), 북경(北京)으로 돌아가 호부급사중(戶部給事中)과 이과급사중(吏部給事中)이 되었다. 이때 장경은 뇌물 수수한 병부상서(兵部尙書) 김헌민(金獻民)과 재난을 숨기고 보고하지 않았던 하남순무(河南巡撫) 반훈(潘塤)을 탄핵하는 상주문을 올렸고, 금의위(錦衣衛) 철폐를 요청하였다. 가정제의 총애를 받았으며, 그로 인해 태복시소경(太僕寺少卿, vice minister of the Court of the Imperial Stud), 대리시우소경(大理寺右少卿, right vice minister of the Court of Judicial Review), 우부도어사(右副都御史, right vice censor-in-chief), 산동순무(山東巡撫, grand coordinator of Shandong)로 승진하였다.
산동순무 부임 이후 2년 후인 가정 16년(1537), 장경은 병부시랑(兵部侍郞, vice minister of war) 관함으로 광동(廣東)과 광서(廣西) 두 성의 군사 업무를 총괄하는 양광총독(兩廣總督, supreme commander of Guangdong and Guangxi)에 임명되었다. 이후 남경병부좌시랑(南京兵部左侍郞)으로 승진하였고, 다시 남경병부상서(南京兵部尙書)로 승진하였다.

### 양광총독 시절
양광총독으로서 장경은 명 서남 변경 일대 분쟁을 담당해야 했다. 당시 광서(廣西)의 경우, 성화(成化) 원년(1465) 한옹(韓雍)과 가정 7년(1528) 왕수인(王守仁)의 대규모 진압 작전에도 불구하고, 광서 동남 지역 등협(藤峽, Rattan Gorge) 일대의 산적과 요족(瑤族)의 저항은 오래동안 문제되어 왔었다. 수십년 동안 등협의 우거진 협곡에서 수 천 명에 달하는 도적들은 숨어지내면서 검강(黔江) 유역을 따라 마을을 습격하고 노략을 일삼았다. 가정 18년(1539), 지방 소동 진압이라는 명목 하에 장경은 51,000여 명의 군대를 이끌고 등협으로부터 요족과 산적을 축출하였고, 1,350개의 수급을 획득하였으며 남녀 3,000여 명의 항복을 받았다. 이 작전은 등협 일대로 명조의 통제가 어느 정도 미치게 하였고, 명과 전쟁 직전에 있었던 안남(安南, 베트남)에도 명의 군사력을 보였다.
안남의 경우, 가정 6년(1527) 명의 조공하던 레 왕조(黎朝, Lê dynasty)가 막당중(莫登庸, Mạc Đăng Dung)에 의해 전복되었고, 막당둥은 새 황제로 등극하면서 막 왕조(莫朝, Mạc dynasty)를 열었다. 명조는 축출당한 레씨들을 지지하고 찬탈자 막씨를 처방하고자 가정 17년(1538) 원정대를 안남으로 파견하였다. 현지 사정을 잘 알고 있던 장경은 상주문을 올려, 자신이 관할하는 병력과 자원으로는 원정을 할 수 없다고 주장하였다.
가정제는 상주문을 통해 원정을 미루었지만, 다음해에 다시 원정에 착수하였다. 동의하지 않은 정책을 따라야 하는 장경은 막당중과 화친을 경성하면서도 동시에 화친을 명군이 승리한 것으로 꾸몄다. 장경은  총대장 모백온(毛伯溫)에게 변경에 군대를 배치하되 막당중 군대와 전투는 벌이지 말 것을 지시하였다. 변경에 명군이 주둔하는 것은 막당중의 항복을 받아내기에 충분할 만큼 위협적이었다. 장경은 막당중이 명조에 항복 서신을 작성할 것을 주선하였다. 가정 19년(1540), 진남관(鎭南關, Zhennan Pass, Trấn Nam Quan)에서 막당중은 명조에 대한 항복을 선언하였다. 명조는 막당중이 안남 북부를 통치하는 것을 허락하였다. 이를 통해 큰 전쟁은 막을 수 있었다.
계속해서 장경은 광서 서부 소수민족과 해남도(海南島, 하이난섬)를 진압하였고, 이를 통해 우도어사(右都御史, minister of War and right censor-in-chief) 관함을 받게 되었다. 가정 23년(1544)까지 장경은 서남 지역에 남아 있다가 부친상(丁父憂)으로 사직하였다.

### 왜구 토벌
가정 25년(1546), 장경은 채씨에서 본성인 장씨(張氏)로 복귀하였고, 섬서총독(陝西總督, supreme commander of Shaanxi)으로 임명되었지만, 가정제는 장경이 양광총독 시기 군비 관리 태만으로 탄핵당하면서 임명을 철회하였다. 가정 30년(1551), 장경은 남경호부상서(南京戶部尙書,Minister of Revenue in Nanjing)에 임명되었지만 모친상(丁母憂)으로 인해 오르지 못하였다. 가정 32년(1553), 모친상 철상 이후 장경은 복직하여 2개월 동안 남경호부상서를 역임하였고, 이후 남경병부상서(南京兵部尙書, Nanjing Minister of War)로 전근되었다.
제2수도인 남경 조정의 상서(尙書) 직함은 대부분 실질적인 직무는 없었던 것이었지만, 남경병부상서만큼은 군대를 지휘하고 화남(華南) 지역 성(省)들의 방어를 담당하고 있었다. 당시 동부 해안은 왜구(倭寇)의 공격에 시달리고 있었다. 장경의 남경병부상서 파견은 왜구 습격에 대한 대응의 일환이었다. 전례없는 총독(總督, supreme commander) 직함이 개설되어, 산동(山東), 남직례(南直隸), 절강(浙江), 복건(福建), 광동(廣東), 광서(廣西) 등 연안 6개 성을 관할하였다. 가정 33년(1554) 양력 6월 17일, 장경은 총독강남•강북•절강•산동•복건•호광제군(總督江南•江北•浙江•山東•福建•湖廣諸軍)에 임명되었다. 군사 업무에 주목할 수 있도록 장경은 남경병부상서 직무로부터 해방될 수 있도록 요청하였다. 양력 11월 8일, 이러한 요청이 받아들여졌다.
왜구의 근거지였단 상해(上海) 동남부 자림(柘林)일대로부터 왜구를 몰아내기 위하여, 장경은 산동, 광서, 호광(湖廣)에서 보강 병력을 소환하였다. 6천명의 산동 용병이 먼저 도착하였지만 처참하게 대패하면서 해산되었다. 장경은 11,000명에 이르는 광서(廣西) 장족(壯族) 관병인 '낭병(狼兵)'을 소환, 병력이 도착하기를 기다리고 있었다. 그러나 이 과정에서 장경이 보이는 무기력함은 비판을 샀다.
가정제는 대노하여 장경에게 기한 내에 진군할 것을 명령하는 한편, 병부시랑(兵部侍郞) 조문화(趙文華)를 절강으로 파견하여 군대를 통솔하게 하고 장경에게 출병을 재촉하게 하였다.
장경은 사치로운 생활을 하는 오만함을 드러내면서도 타인 특히 부하들에게 학대한다고 비판받았다. 막강한 권한을 가지고 있는 상태에서, 장경은 화난 표정을 지었다는 이유만으로 군관을 처벌한다든지, 혹은 자신을 비판한 부장관(vice-prefect)에게 매질까지 하였는데, 부장관을 이렇게 대우하는 것은 명조 개창 이래 전례가 없는 것이었다.
또한 장경은 가정제가 조사 목적으로 파견한 병부시랑(兵部侍郞) 조문화(趙文華)와 함께 일하기도 거절하였다. 조문화보다 자신의 관직이 높았기 때문이었다. 그러나 조문화는 재상에 해당하는 수보대학사(首輔大學士, Senior Grand Secretary) 엄숭(嚴嵩)의 부하였기애 영향력이 상당하였다. 조문화는 장경에게 왜구 소탕을 지시했지만 장경은 반대하였으며, 심지어는 조문화와 전략 논의조차 하지 않았다. 이에 조문화는 앙심을 품고 장경이 사익을 위해 작전 수행을 고의로 미루고 있다는 보고하였다. 일각에서는, 조문화는 엄숭의 후광을 입고 장경에게 은자 2만냥을 뇌물로 요구하였으나 장경은 거들떠보지도 않았고, 이에 조문화는 같은 엄숭 세력인 호종헌(胡宗憲)에게 '군향을 비게 하고 백성들에게 재앙을 가져다주었으며 적을 두려워하여 시기를 놓쳤다(糜餉殃民, 畏賊失機)'는 죄목으로 장경을 탄핵할 것을 지시하였다고 한다.
장경은 지원병을 기다리면서도 자림에 주둔한 왜구들을 굶겨서 자림으로부터 나오게 하려는 계획이었다. 가정 34년(1555) 4월 20일(양력 5월 10일), 왜구들은 자림을 떠나야 했고, 명군은 가흥현(嘉興縣) 북쪽 왕강경(王江涇)에서 잠복해 있다가 왜구들을 습격하여 대승을 거두었다. 이때 전투에서 장경은 부총(副總) 유대유(兪大猷), 참장(參將) 노당(盧鏜), 참장 탕극관(湯克寬) 등과 함께 수군과 육군을 거느리는 한편, 낭병을 이끌고 왜구를 공격하였다. 탕극관은 수군을 거느리고 중간에 출격하였으며, 유대유와 노당은 전후로 협공, 석당만(石塘灣), 천사와(川沙洼, 현재 상해시上海市 천사현川沙縣), 왕강경(王江涇, 현재 가흥현嘉興縣 북주리北州里)에서 대승을 거두었고 적 1900여명을 참살하였으며, 왜구 5천명을 생포하였다. 역사에선 이를 '왕강경대첩(王江涇大捷)'이라고 칭한다. 왕강경대첩은 명군의 왜구 소탕 작전 중에서 가장 큰 승리로 기록되고 있다.
대승에도 불구하고 조문화의 장경 탄핵 상주가 북경에 도착하였다. 조문화의 후견자 엄숭은 가정제에게 왕강경 대승은 장경이 왜구 소탕 능력이 충분히 있었다는 증거이며, 그럼에도 장경은 조문화로부터 비난을 듣고 나서야 공격을 가하였다고 말하였다. 가정제는 대노하였고, 그해 5월 17일(양력 6월 5일) 장경을 체포할 것을 지시하였다. 가정제는 왜구 퇴치에 적극 힘쓰지 않았다는 이른바 '항왜불력(抗倭不力)'이라는 죄명으로 금의위를 파견하여 장경을 체포하였다. 『명사(明史)』에는 엄숭이 형부상서(刑部尙書) 하오(何鰲)에게 장경과 이천총(李天寵)을 사형에 처하라는 뜻을 전달하면서, '엄숭이 관련 일들에 모두 힘을 썼다(嵩皆有力焉)'고 전한다. 10월 초1일, 장경, 탕극관, 이천총, 양계성(楊繼盛) 등은 서시(西市)에서 처형되었다. 당시 사람들은 대부분 장경이 억울하게 죽었다고 하였다. 왕세정(王世貞)은 장경의 죽음이 서계(徐階)와 유관하다고 주장하였다.
조문화는 왜구 격파의 공을 차지하였고, 호종헌은 본직인 정7품 감찰어사(監察御史)에서 한번에 정4품 우첨도어사(右僉都御史)로 한꺼번에 3급이나 승진되었다.
융경 6년(1572), 장경의 손자 장무작(張懋爵)이 탄원 상소를 올리자, 조정에서는 장경의 관직을 복구시켜주고 양민(襄愍)이라는 시호를 추증하였다.

## 사망
엄숭의 장경에 대한 고소는 엄숭의 정치적 라이벌이었던 대학사(大學士) 서계(徐階)와 여본(呂本)의 승인도 있었다. 이들은 왜구가 들끓던 강남(江南) 일대 출신(각각 남직례 송강 화정, 절강 여요)이었으며, 따라서 장경의 지휘에 관한 상황을 잘 알고 있었다. 장경이 북경으로 소환되자, 장경은 세 대학사들에게 1만여금을 뇌물로 증여하고자 하였으나 세사람 모두 이를 거절하였다. 가정제는 장경을 태만의 본보기로 삼고자 변명에도 불구하고 사형에 처하였다. 가정 32년(1555) 양력 11월 12일, 엄숭을 비판하던 양계성(楊繼盛)과 함께 장경은 처형되었다. 장경이 담당하였던 총독직은 권한이 너무 강력하였기에, 이후 후계자들의 관할은 남직례, 절강, 복건으로만 제한되었다.
후대 저술자들은 왕강경대첩을 사형으로 보상받은 장경의 비극을 안타까워 하였다. 세 대학사의 만장일치였음에도, 엄숭과 조문화는 명대 사서에서 비난받게 되었고, 이외에도 무수한 저술자들은 장경의 죽음에 대한 책임을 엄숭과 조문화에게 돌렸다. 만력28년(1600) 양력 7월 5일, 장경에 대한 혐의가 지워졌고 공식 직함이 회복되었으며, 양민(襄敏)이라는 시호가 내려졌다.

## 같이 보기
- 서계 (인물)
- 호종헌

## 참고 문헌
- Baldanza, Kathlene (2016). 《Ming China and Vietnam: Negotiating Borders in Early Modern Asia》. Cambridge University Press. ISBN 9781107124240.
- Fang, Jun (2014). 《China's Second Capital – Nanjing under the Ming, 1368–1644》. Routledge. ISBN 9780415855259.
- Faure, David (2006). 〈6. The Yao Wars in the Mid-Ming and their Impact on Yao Ethnicity〉.   Crossley, Pamela Kyle; Siu, Helen F.; Sutton, Donald S. 《Empire at the Margins: Culture, Ethnicity, and Frontier in Early Modern China》. University of California Press. 171–189쪽.
- Geiss, James (1988). 〈8 - The Chia-ching reign, 1522–1566〉.   Mote, Frederick W.; Twitchett, Denis. 《The Cambridge History of China》 7. Cambridge Eng. New York: Cambridge University Press. 440–510쪽. ISBN 9780521243322.
- Hucker, Charles O. (1974). 〈Hu Tsung-hsien's Campaign Against Hsu Hai〉.   Kierman, Frank A., Jr.; Fairbank, John K. 《Chinese Ways in Warfare》. Cambridge: Harvard University Press. 273–311쪽. ISBN 0674125754.
- Goodrich, L. Carrington; Fang, Chaoying, 편집. (1976). 《Dictionary of Ming Biography, 1368–1644.》. Columbia University Press. ISBN 0-231-03801-1.
- Shin, Leo Kwok-Yueh (1999). 《Tribalizing the frontier: Barbarians, settlers, and the state in Ming South China》 (Ph.D.). Princeton University.
- So, Kwan-wai (1975). 《Japanese piracy in Ming China during the 16th century》. East Lansing: Michigan State University Press. ISBN 0870131796.